# The Defiant Ones (documentaire)
Pour les articles homonymes, voir The Defiant Ones.
Pour les articles homonymes, voir Defiant.
The Defiant Ones est une série télévisée documentaire américaine réalisée par Allen Hughes et diffusée sur HBO en 2017. Elle revient sur le parcours de l'artiste de Dr. Dre et du producteur Jimmy Iovine, fondateurs de Beats Electronics.

## Synopsis

### Épisode 1
Dans les années 1980, Dr. Dre fait ses débuts comme DJ dans une boite de nuit puis intègre le World Class Wreckin' Cru. Le parcours de Jimmy Iovine débute comme simple balayeur dans un studio. Il devient plus tard ingénieur du son notamment pour Bruce Springsteen, puis devient producteur, notamment pour Patti Smith et son tube Because the Night (1978).

### Épisode 2
Dr. Dre est désormais membre de NWA, groupe qui aura un immense impact culturel et plusieurs ennuis avec les forces de l'ordre notamment à cause de Fuck tha Police Jimmy Iovine travaille quant à lui avec des artistes comme Tom Petty ou Stevie Nicks. Il produit aussi un groupe au succès colossal, U2, qu'il rencontre en 1983. Mais la vie de studio pèse sur Jimmy Iovine. Durant une tournée avec NWA, Dr. Dre apprend la mort de son petit-frère, Tyree. Il doit aussi faire face au terrible accident de The D.O.C..

### Épisode 3
Après la production d'albums, Jimmy Iovine devient patron de label et fonde Interscope Records. Il y publie les albums de Dr. Dre, Tupac Shakur ou encore Nine Inch Nails. De son côté, Dre découvre Snoop Dogg et publie son premier album solo. Les années sont fastes pour les deux hommes. Mais le ciel s'assombrit avec Suge Knight et le label Death Row Records. La guerre est déclarée avec certains rappeurs de la east coast... jusqu'à la mort de Tupac.

### Épisode 4
Dr. Dre fonde son propre label, Aftermath Entertainment, avec lequel il ne connait au départ que des échecs. Avec Jimmy Iovine, il lance Eminem puis crée la société Beats Electronics, qui sera plus rachetée 3 milliards de dollars par Apple. Jimmy Iovine tente par ailleurs de lutter contre le piratage de la musique sur Internet.

## Fiche technique
Sauf indication contraire, les informations mentionnées dans cette section peuvent être confirmées par la base de données cinématographiques IMDb,  présente dans la section « Liens externes ».
- Réalisation : Allen Hughes
- Scénario : Allen Hughes, Lasse Järvi et Doug Pray
- Montage : Lasse Järvi et Doug Pray
- Photographie : Shane Daly, Charles Parish et Vincent Wrenn
- Musique originale : Atticus Ross, Leopold Ross (en) et Claudia Sarne
  - Musique du générique tirée du film Les Incorruptibles et composée par Ennio Morricone
- Durée totale : 240 minutes
- Format : couleur - 1.78:1 - filmé avec des cameras Canon C100 et Canon C500

## Distribution
- Jimmy Iovine
- Dr. Dre
- Trent Reznor
- Alonzo Williams
- Ice Cube
- Patti Smith
- Bruce Springsteen
- Bono
- Sean Combs
- Kendrick Lamar
- Nas
- Stevie Nicks
- Tom Petty
- Snoop Dogg
- Will.i.am
- David Geffen
- Eminem
- Paul Rosenberg
- Gwen Stefani
- Dee Barnes
- MC Ren
- Fab Five Freddy
- Lady Gaga
- Jon Landau
- Lawrence Gordon
- Verna Griffin, la mère de Dr. Dre
- Nicole Young, la femme de Dr. Dre
- Truly, fille de Dr. Dre
- The D.O.C.
- Corey Hawkins
- Eazy-E (images d'archives)
- Jerry Heller (images d'archives)
- The Edge (images d'archives)
- Suge Knight (images d'archives)
- Warren G (images d'archives)
- Nate Dogg (images d'archives)
- Kurupt (images d'archives)
- Marilyn Manson (images d'archives)
- Proof (images d'archives)
- 50 Cent (images d'archives)
- Steve Jobs (images d'archives)
- Tupac Shakur (images d’archives)

## Bande originale
La musique originale de la série documentaire est composée par Atticus Ross, Leopold Ross (en) et Claudia Sarne. L'album est publié par Interscope Records.
Liste des titres
1. Possibilities Are Endless - 2:38
2. Instinctual - 3:12
3. Spiral - 4:52
4. Off The Record - 2:39
5. Which Way Now? - 3:13
6. Fated - 4:00
7. Looking Ahead - 1:36
8. Going It Alone - 3:26
9. Hindsight - 4:15
10. The Driving Seat - 3:56
11. Bowed Waves - 2:45
12. Up And Forward - 2:54
13. Welcome To Jupiter - 5:53
14. Mother & Child - 4:13
15. Nomad - 2:31
16. Non Disclosure - 2:27
17. Three Point 2 - 3:22
18. Make Or Break - 2:46